# Cathédrale Notre-Dame de Cambrai
Cette  cathédrale n’est pas la seule cathédrale Notre-Dame.
La cathédrale Notre-Dame de Cambrai était une cathédrale de style gothique située à Cambrai. Construite aux XIIe et XIIIe siècles, elle fut détruite pendant la Révolution française et a aujourd’hui entièrement disparu, tout comme sa voisine l'ancienne cathédrale Notre-Dame-en-Cité d'Arras. Siège d’un immense évêché, cette cathédrale était connue comme la « merveille des Pays-Bas », en raison principalement de sa haute flèche ajourée.

## Origine
La cathédrale gothique fut précédée de trois ou quatre églises bâties au même endroit, dans la partie occidentale de la ville actuelle, sur une pente descendant vers l’Escaut, à l’emplacement de l’actuelle place Fénelon.
Il est fait mention d’une église Sainte-Marie à Cambrai pour la première fois en 525. Le bâtiment aurait peut-être été fait de bois, ou installé dans un temple païen. Cette première bâtisse fut détruite en 881 par les Normands et c’est l’évêque Dodilon qui la fit reconstruire, le nouvel édifice étant consacré en 890.
La cathédrale, devenue vétuste, fut entièrement reconstruite au XIe siècle, entre 1023 et 1030, par les évêques Gérard Ier et Gérard II. Un incendie ravagea le monument dès 1064 ou 1068. La cathédrale fut à nouveau consacrée en 1079 et détruite par un nouvel incendie en 1148. Il en reste quelques beaux fragments sculptés conservés par les musées de Lille et de Cambrai.

## Construction

### Les étapes de la construction

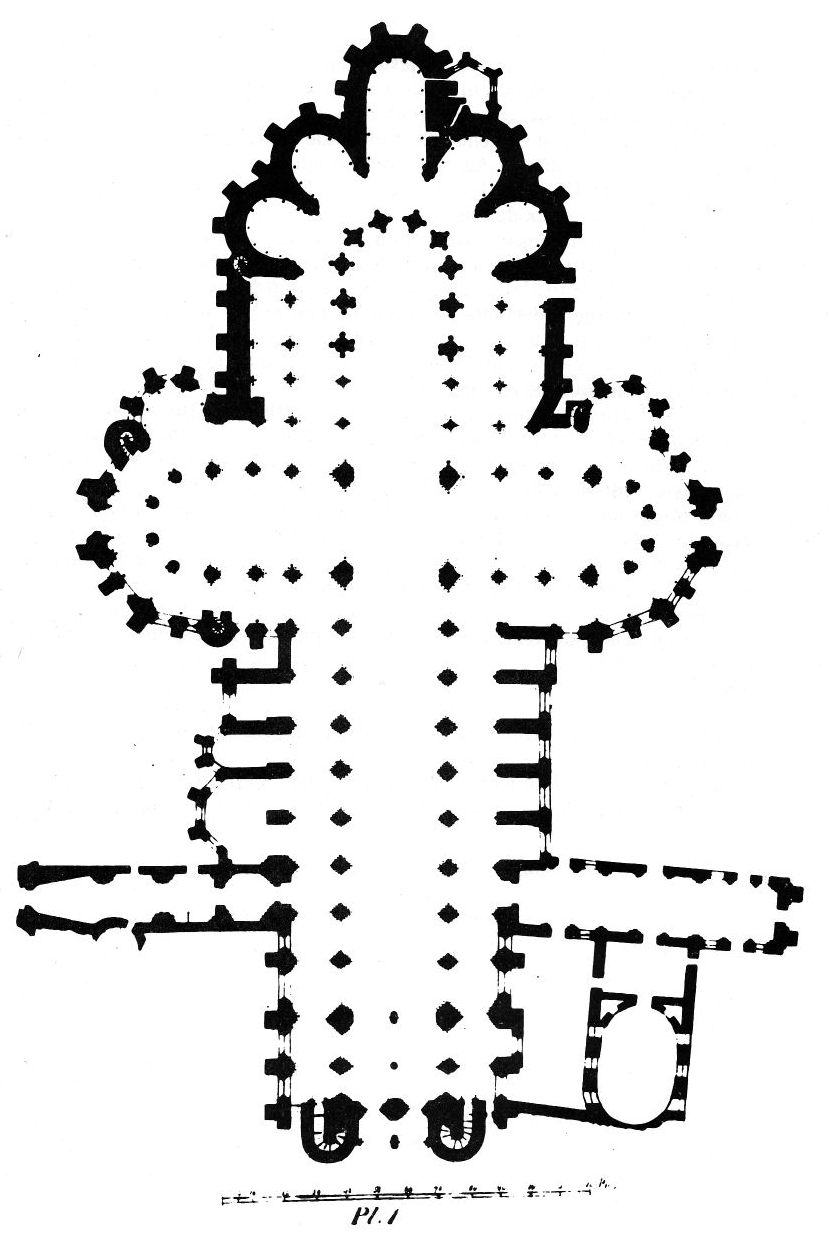
Plan de la cathédrale de Cambrai par Amédée Boileux, extrait de Recherches sur l’église métropolitaine de Cambrai, André Le Glay, 1825.

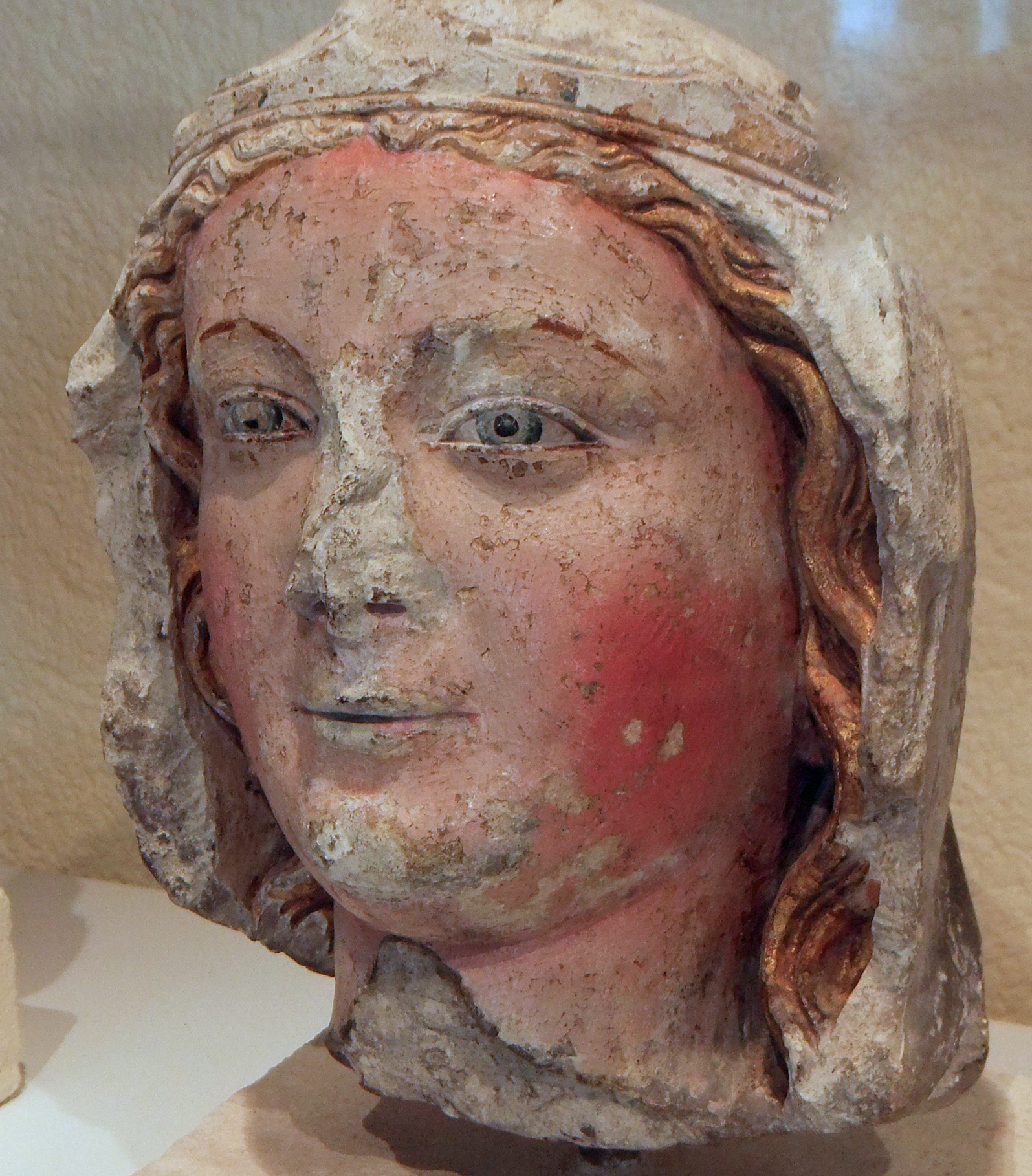
Tête de Vierge, provenant de l'ancienne cathédrale Notre-Dame de Cambrai. Pierre polychrome, XIVe siècle. Château-musée de Boulogne-sur-Mer.

La construction du nouvel édifice, entreprise par l’évêque Nicolas de Chièvres après l’incendie, en 1148, de la cathédrale romane du XIe siècle, commença par le porche et le clocher. Ainsi l’édifice fut construit, contrairement à l’usage, d’ouest en est : l’ancienne église n’ayant pas été totalement détruite, il était possible d’en réutiliser une partie pour assurer la continuité du culte.
En 1161 un nouvel incendie endommagea la nouvelle construction. Vers 1180 la façade et la nef étaient certainement achevées, tandis que le transept fut probablement construit dans les dernières années du siècle.
La construction du chœur fut interrompue dans la première moitié du XIIIe siècle, dans les années 1232-1239, en raison des troubles politiques qui agitaient la ville. Dès 1182 en effet l’ancienne rivalité entre les « bourgeois » et l’évêque, détenteur du pouvoir temporel, fut ranimé, et il s’ensuivit une période de luttes, parfois violentes, qui ne s’acheva qu’en 1226 lorsque Henri II de Souabe annula les privilèges des bourgeois. De plus la situation financière de la ville, comme celle des autres villes des Pays-Bas à cette époque, était difficile : chargée de dettes, elle dut créer de nouveaux impôts. Enfin Élisabeth de Hongrie, bienfaitrice de la cathédrale, s’était retirée dans un couvent du Tiers-ordre franciscain après la mort de son mari en 1227. Cette conjonction de difficultés explique sans doute les doutes que fait planer Villard de Honnecourt, lors de sa visite du chantier en 1230, sur l’achèvement de l’édifice.
En 1236, selon Eugène Bouly, l’évêque Godefroid publie une pastorale recommandant que l’on fît bon accueil aux chanoines envoyés quêter pour la cathédrale. Les travaux reprirent à partir de 1240 et les chanoines purent prendre possession du chœur le jour de Pâques 1251. La nef ne fut entièrement terminée qu’en 1471. La consécration solennelle de la cathédrale eut lieu un an plus tard, c’est-à-dire 324 ans après le début du chantier.
Dates approximatives de quelques grands chantiers gothiques

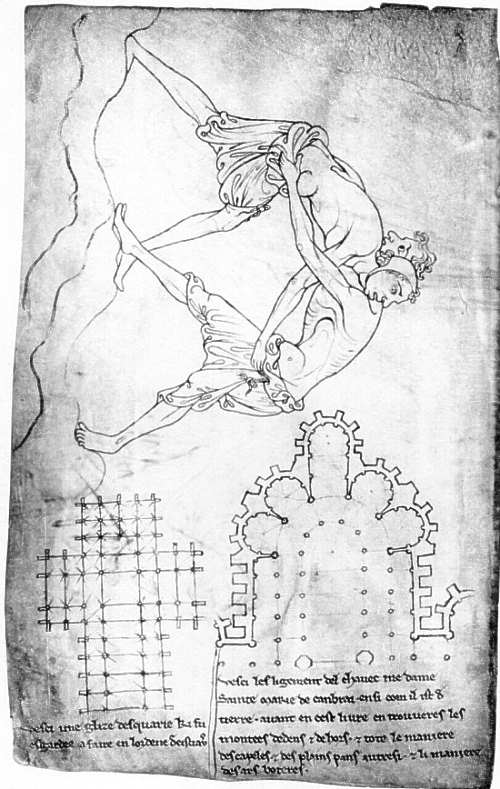
Feuillet du carnet de Villard de Honnecourt ; le croquis en bas à droite est commenté par ces mots : Voici le plan du chevet de Notre Dame Sainte Marie de Cambrai ainsi comme elle sort de terre.

### Villard de Honnecourt
La construction du chœur a parfois été attribuée hâtivement à Villard de Honnecourt, natif de Honnecourt-sur-Escaut, village proche de Cambrai, et auteur d’un célèbre carnet de croquis, mais on sait fort peu de choses de Villard et il n’est pas certain qu’il en ait été l'architecte. Lorsqu’il releva dans son carnet un plan du chœur, à une date inconnue mais que l’on situe vers 1230, les fondations sortaient de terre. Plus que d’un plan ou d’un relevé exact, il s’agit d’un croquis, les supports étant par exemple tous représentés à l’identique par un petit rond symbolique.
Villard annonce, dans sa légende du plan du chœur de Cambrai, que plus loin dans son livre on trouvera « les élévations intérieures et extérieures et toute la disposition des chapelles et la façon des arcs boutants ». Cependant on ne trouve nulle part dans le carnet les descriptions ou croquis annoncés. Il faut dire que l'Album de Villard de Honnecourt nous est parvenu incomplet. Aux trente-trois feuillets que l'on connait aujourd'hui, vingt-et-un feuillets venaient le compléter, soit quarante-deux pages en recto-verso de dessins. Mais on y trouve des descriptions analogues de la cathédrale de Reims, où Villard explique, à propos des chapelles, que celles de Cambrai seront semblables si leur construction est menée à terme : « d’autretel maniere doivent estre celes de Canbrai s’on lor fait droit ». D’où Jules Quicherat, dans ses Mélanges d’archéologie et d’histoire, tire la conclusion que Villard a dû être « l’architecte de l’église de Cambrai ».

## Architecture
En raison de la durée de sa construction (environ un siècle), la cathédrale de Cambrai ne présentait pas un style homogène, à la différence d’autres grands chantiers de la même époque, mais offrait en quelque sorte une synthèse du développement du nouveau style français, plus tard qualifié de « gothique », entre les milieux du XIIe et du XIIIe siècle.
Les premières caractéristiques du style gothique apparurent au milieu du XIIe siècle en Île-de-France, notamment à l’abbaye de Morienval et à celle de Saint-Denis. En 1144, la consécration du chœur de cette basilique marqua l’avènement d’une nouvelle architecture. C’est presque exactement le moment où fut entreprise la reconstruction de la cathédrale de Cambrai. Le premier chantier, celui du clocher-porche, s’inspira encore du style traditionnel hérité de l’âge carolingien. Élevés dans les deux dernières décennies du siècle, la nef et plus encore le transept étaient marqués par le nouveau style gothique. Enfin le chœur achevé au XIIIe siècle, inspiré de celui de Reims, représentait l’aboutissement du nouveau style, avec quelques tendances de gothique rayonnant.

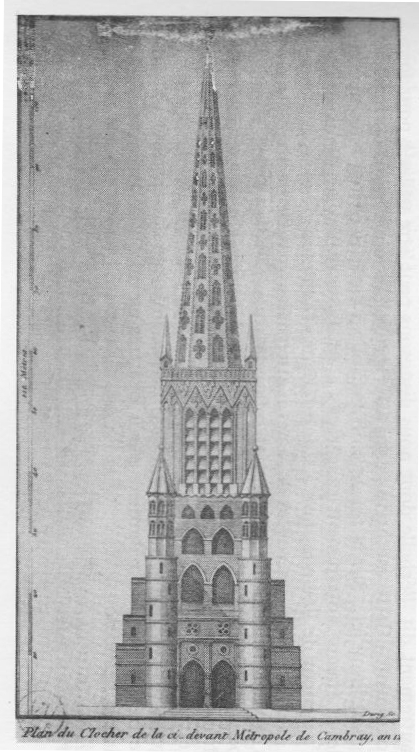
Clocher de la cathédrale dessiné par Amédée Boileux, avec la légende : « Plan du Clocher de la ci-devant Métropole de Cambray, an 12 ».

### Le clocher-porche
Le porche de la cathédrale, édifié en premier, conservait une structure qui rappelait l’ancien style carolingien, ce qui ne surprend pas dans la mesure où Cambrai était un évêché impérial. Il est possible aussi que les bâtisseurs aient voulu réutiliser une partie de l’ancienne église romane détruite par le feu. Selon Henri Platelle le bloc de façade de Sainte-Marie de Cambrai aurait été proche de ceux d’édifices religieux de Westphalie et de Saxe, tels que Saint-Pantaléon de Cologne, l’abbaye de Corvey ou encore l'église de Freckenhorst.

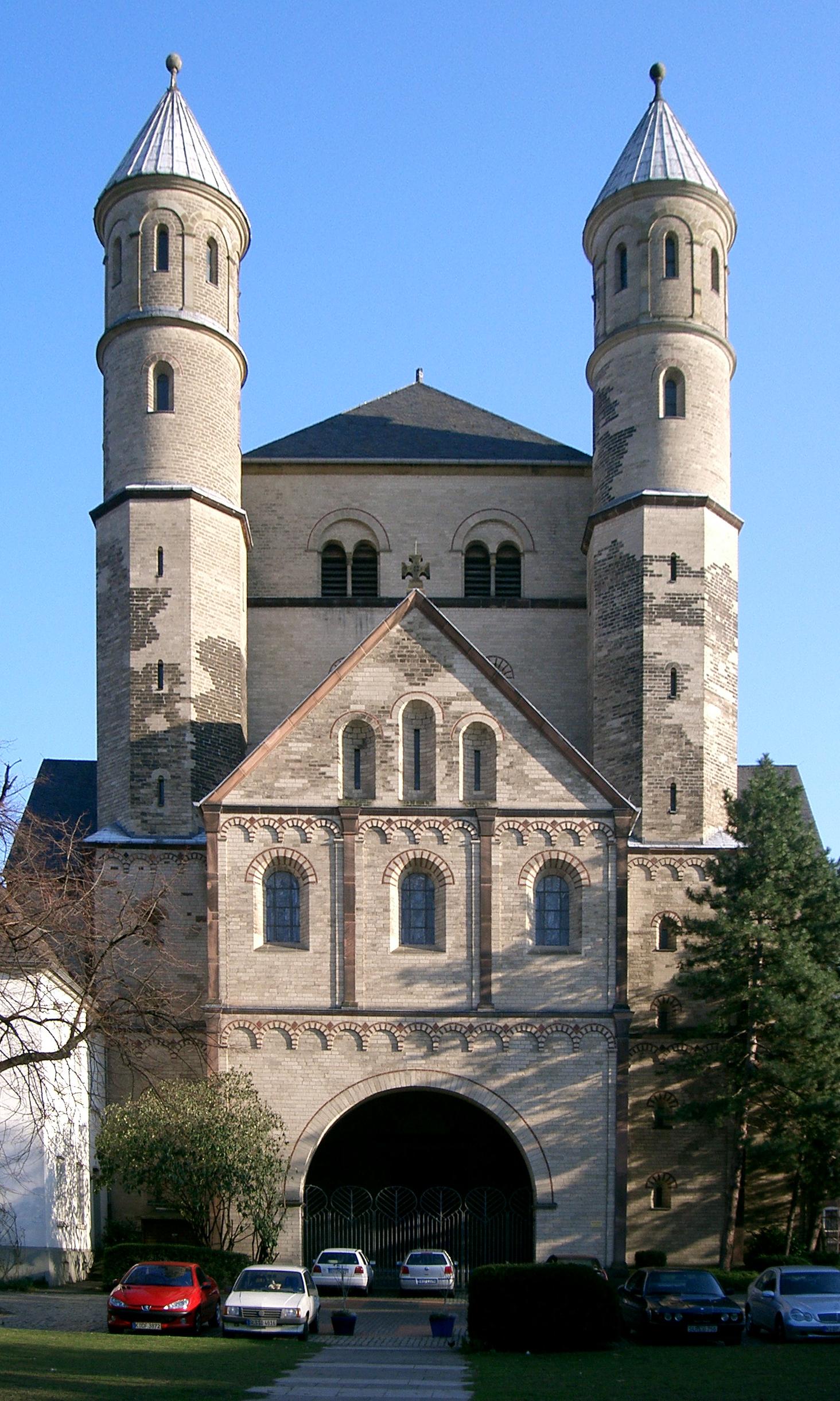
Saint-Pantaléon de Cologne.
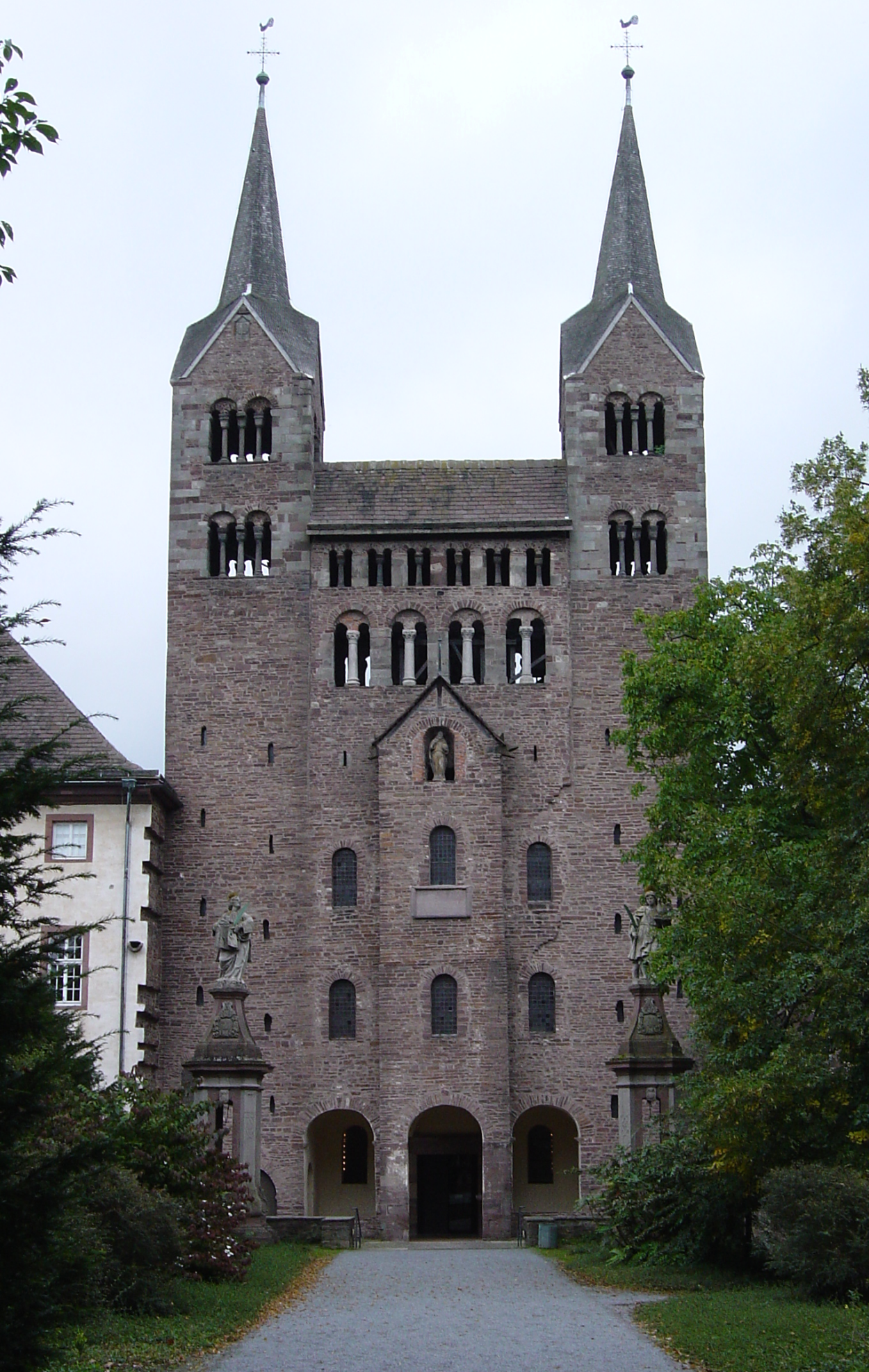
Abbaye bénédictine de Corvey.
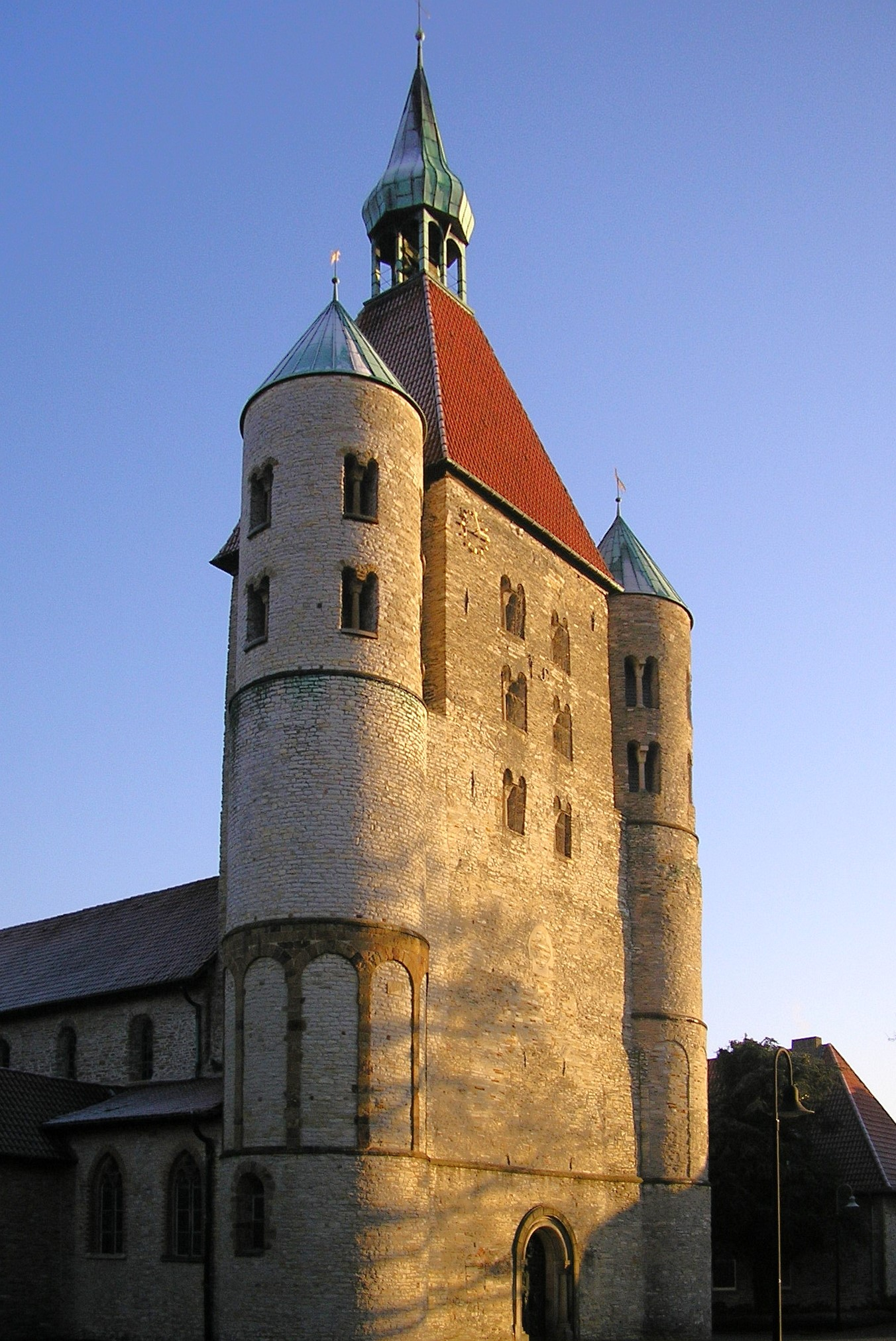
Façade de la collégiale de Freckenhorst.

La flèche haute de 114 mètres qui surmonte le clocher, visible sur le dessin de Boileux, ne fut construite que bien plus tard, à partir de 1360. Avant cette date la hauteur du clocher ne devait pas dépasser celle du toit de la nef.

### La nef
Si le porche avait été reconstruit dans la tradition carolingienne du Saint-Empire, les bâtisseurs se donnèrent davantage de liberté pour l’édification de la nef. Du reste l’évêque Nicolas de Chièvres, contemporain et ami de l’abbé Suger, avait assisté à la consécration du chœur de l’abbaye de Saint-Denis en 1144 : il connaissait donc la nouvelle architecture.
Achevée en 1182, la nef présentait une forme « archaïque » du nouvel art avec une élévation à quatre niveaux telle qu’on peut la voir, par exemple, à Laon ou à Noyon, dont les constructions sont contemporaines : grandes arcades entre les piles, surmontée de tribunes, d’un triforium et enfin de fenêtres hautes.
La nef s’élevait à 25 ou 27 mètres environ,, et le vaisseau central, qui avait réutilisé les fondations romanes, ne mesurait que 10 mètres de large.
Les piles, au nombre de 16, étaient toutes identiques et entourées chacune de 16 colonnettes, à la manière de celles de la cathédrale de Rouen. Les tribunes, hautes de 7 mètres, étaient voûtées d’ogives, et il semble, sans que cela soit certain, que leurs baies n’aient pas été subdivisées : Thiébaut fait observer que c’est une solution qui a été souvent retenue dans le nord, ainsi qu'on le voit à la cathédrale de Tournai par exemple.
Le triforium était fait de baies en arcs brisés, et les fenêtres hautes étaient assez petites, ce qui explique que les contemporains aient reproché à l’édifice son manque de clarté. On sait enfin que des embryons d’arcs boutants passaient par-dessus les toitures latérales, pour venir contrebuter les voûtes d’ogives : l’architecture de la nef représentait donc un témoin important, mais aujourd’hui perdu, de l’évolution de l’art gothique à ses débuts.

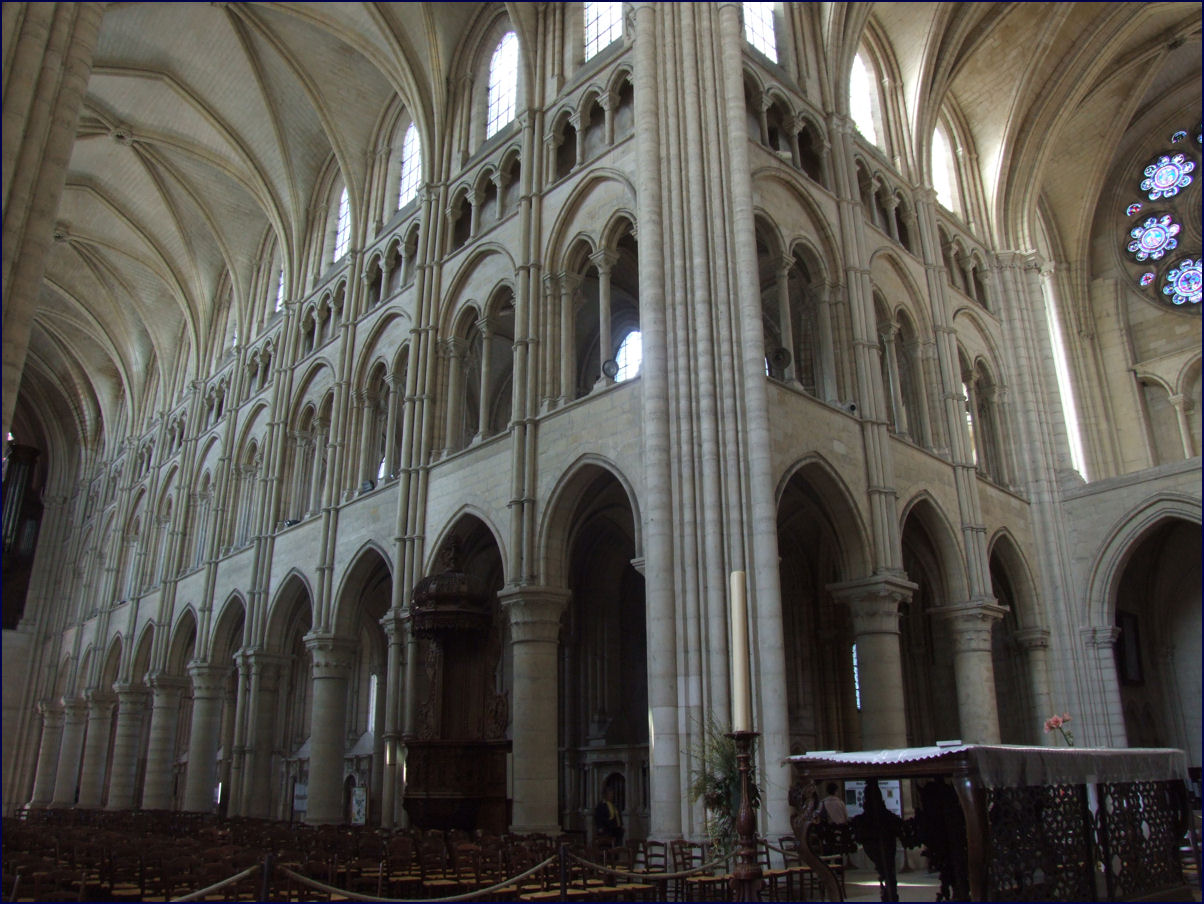
La nef de la cathédrale de Laon et ses quatre niveaux.
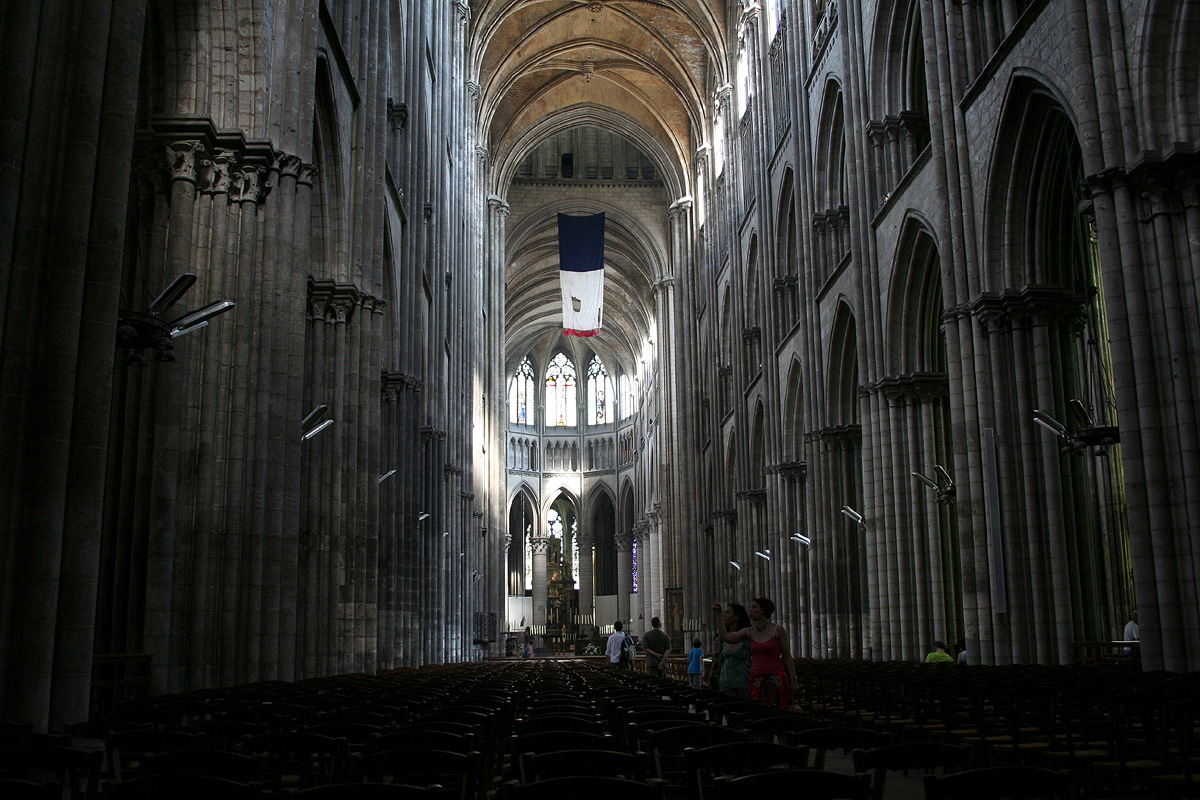
Les piles entourées de colonnettes de la cathédrale de Rouen.
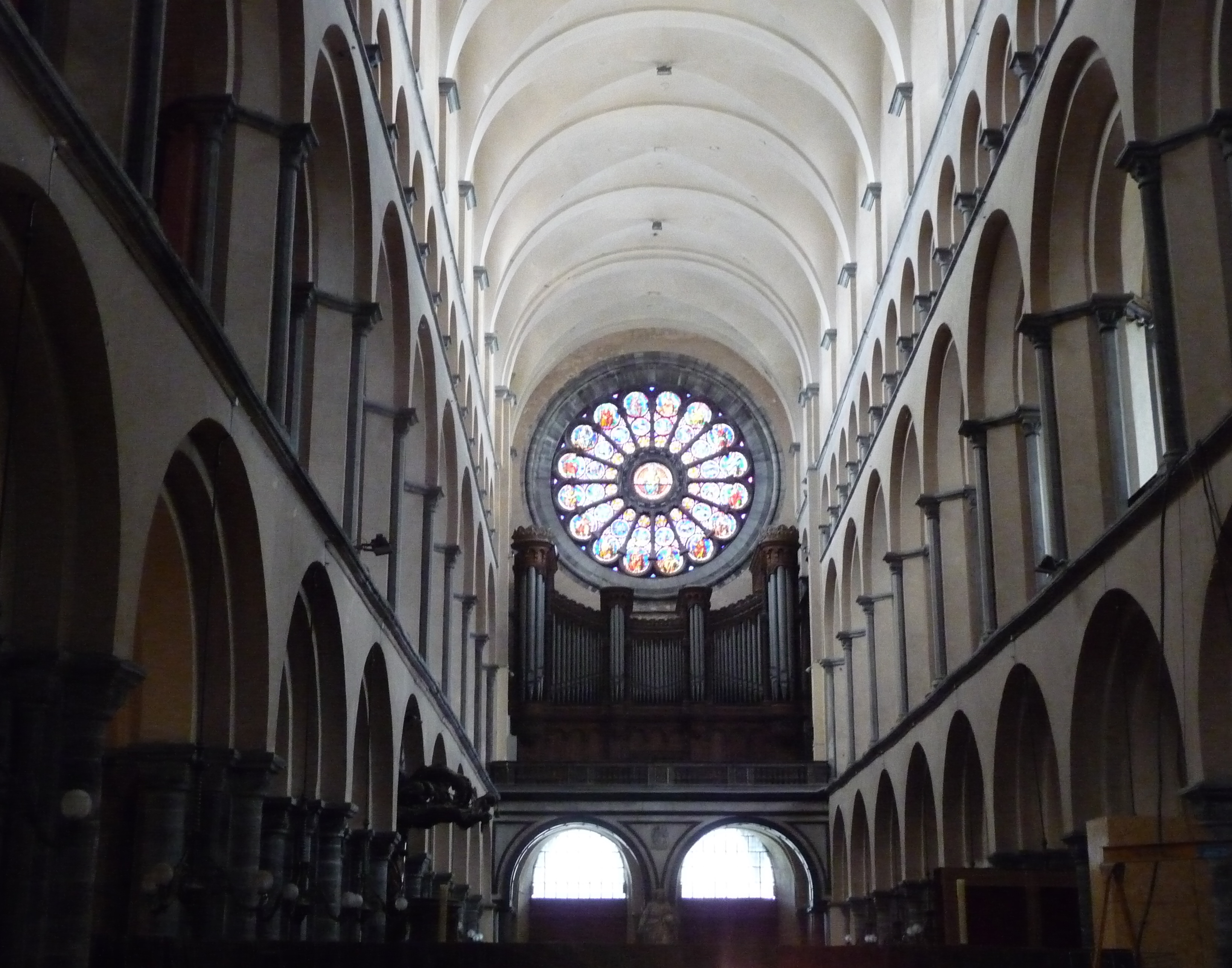
Les tribunes (2e niveau) de la cathédrale de Tournai.

### Le transept

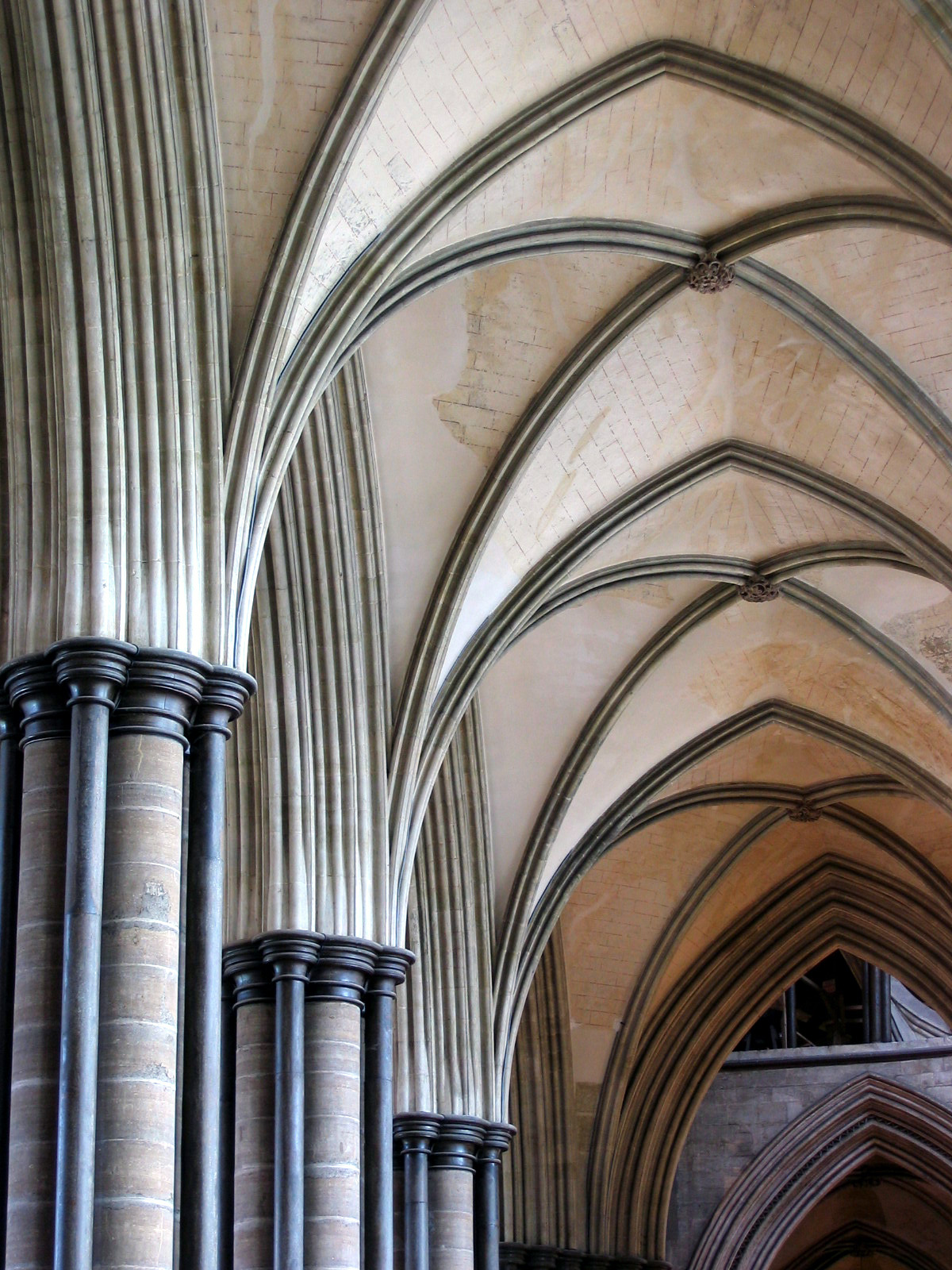
Cathédrale de Salisbury : contraste de la pierre blanche et du marbre noir de Purbeck.

Comme le chœur, le transept s’élevait sur quatre niveaux. Ainsi que le montre le plan dessiné par Boileux les deux croisillons étaient dissymétriques, chaque bras comprenant trois travées et un hémicycle à cinq pans. Pour les piles on avait utilisé des éléments montés en délit de pierre noire (pierre bleue de Tournai polie, utilisée comme marbre noir), qui contrastaient avec le blanc de la craie du Cambrésis. Cet effet de bichromie se retrouvera aussi dans les constructions du style gothique primitif anglais, comme dans les cathédrales de Salisbury ou de Canterbury, qui utilisent quant à elles le marbre noir de Purbeck. La cathédrale de Cambrai (ainsi que d'autres églises de la région qui présentaient la même caractéristique) a vraisemblablement inspiré sur ce point Guillaume de Sens, qui introduisit l'architecture gothique en Angleterre. L'usage de la pierre de Tournai était déjà répandue plus anciennement dans l'architecture romane de la région.
La croisée du transept était surmontée d’une tour-lanterne, que l’on surnommait la « tube », caractéristique du style gothique normand et que l’on retrouve aussi dans de nombreuses églises d’Angleterre. L’ensemble, pourvu à la construction d’arcs-boutants, représentait un des chefs-d’œuvre de l’art gothique naissant.

### Le chœur
Le croquis du chœur laissé par Villard de Honnecourt montre qu’il avait d’abord été conçu sur le modèle de celui de Reims, pour finalement ressembler davantage à la nef d’Amiens construite par Robert de Luzarches. Le chœur fut achevé en 1251, et les chanoines en prirent possession le jour de Pâques. Jeanne, comtesse de Flandres et de Hainaut, avait donné les verrières sur lesquelles on voyait les figures des douze apôtres. 
Des fouilles au XIXe siècle, lors de la rénovation d’une route qui longe cette place, permirent de redécouvrir une partie du chœur. Une autre en 1954, lors de la construction d’un bâtiment, permit de retrouver les fondations du transept sud. Enfin, une dernière dans les années 2000, lors de la construction du gymnase du lycée Fénelon, donna à voir les fondations de certains bâtiments de l’archevêché ainsi que quelques mobiliers (une clé dorée, etc.)[réf. nécessaire].

### La flèche
En 1161, les deux tours qui venaient d’être achevées s’effondrèrent, pour une raison qui n’est pas connue. L’évêque Nicolas de Chièvres décida de les remplacer par une tour unique. La tour fut finalement achevée en 1182, c’est-à-dire en même temps que la nef. Elle fut surélevée à partir de 1360 environ et surmontée d’une remarquable flèche de pierre de forme pyramidale. La croix qui la surmontait fut placée en 1463.
La flèche, « merveille des Pays-Bas », culminait à 114 mètres du sol. Elle était percée de nombreux ajours, autant, disait-on, que de jours dans l’année. Endommagée à de nombreuses reprises, elle dut souvent être réparée. Pour la protéger « des orages du ciel et des tentatives du démon » on avait enfermé dans une boîte de fer-blanc, au pied de la croix qui la surmontait, des reliques rapportées de Rome et des Agnus Dei : malgré ces précautions elle fut plusieurs fois frappée par la foudre. En 1606 une tempête violente y fit beaucoup de dégâts.

## Destruction

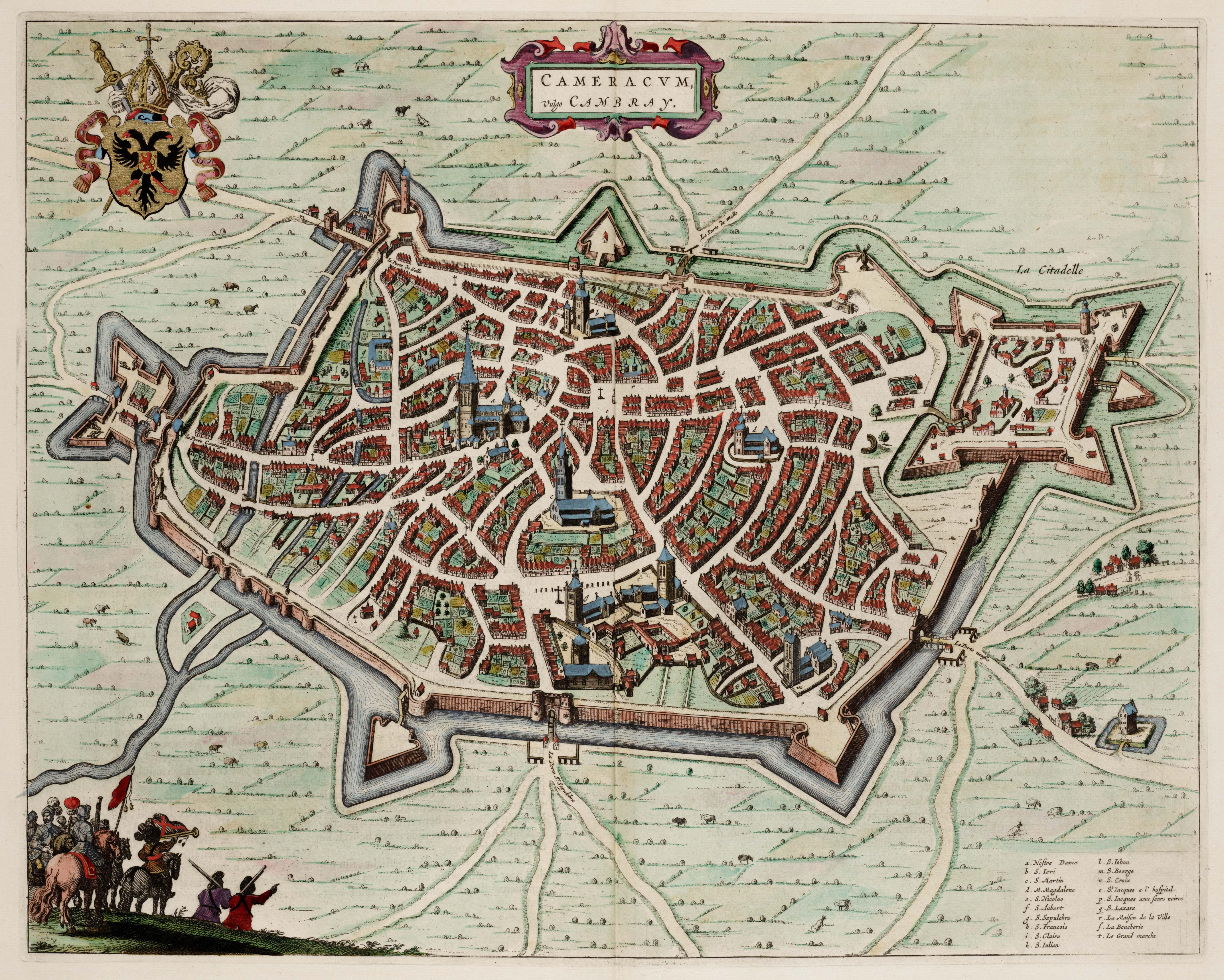
Sur ce plan du XVIIe siècle, la cathédrale Notre-Dame se dresse au centre de la ville, dans sa partie occidentale.

En 1791 la cathédrale fut affectée au culte constitutionnel. Elle fut cependant endommagée dès l’année suivante, et en 1793 fut convertie en magasin à grains. Le 6 juin 1796 elle fut vendue à un marchand de Saint-Quentin nommé Blanquart, qui entreprit de la démolir pour en vendre la pierre. La démolition avança lentement : en 1816 il restait assez de pans de murs debout pour qu’un soldat de l’armée anglaise d’occupation pût encore en tirer une aquarelle.
Après la signature du concordat de 1801, l'évêque constitutionnel Louis Belmas rouvre l'église du Saint-Sépulcre, et en 1804 achète l'ancienne demeure de l'abbé pour y installer l'évêché. Il érige l'église en cathédrale en remplacement de l'édifice gothique disparu.

### Monument à Fénelon
Dans les premières années du Premier Empire on songea à conserver la flèche, encore debout, pour en faire un monument à Fénelon, l’évêque le plus illustre de la ville, dont les cendres avaient été découvertes en 1804. L’architecte lillois Deswarlez proposa un projet qui conservait le clocher réaménagé dans un style néo-classique. Mais ce projet, jugé trop coûteux pour la ville, fut abandonné. Vialart de Saint-Morys, royaliste convaincu et grand amateur d’architecture, qui tentait de lutter contre le vandalisme révolutionnaire, intervint alors auprès du ministre de l’intérieur. Il proposait de conserver non seulement la flèche mais ce qui restait des ruines de l’édifice pour en faire une promenade. Ce projet, moins coûteux que le précédent, retint d’abord l’attention, avant d’être abandonné en 1807. Plusieurs examens furent réalisés par l'ingénieur expert de la ville en octobre 1807 et en novembre 1808, donnant l'alarme sur l'état déplorable de l'édifice. Des lézardes apparaissaient sur les murs du clocher, car l'église ne soutenait plus la façade ouest et des contreforts avaient été démontés sur les faces nord et sud. Il était encore question d'une plausible restauration, mais le 30 janvier 1809, une tempête ébranla la tour qui s’effondra, mettant définitivement fin à ces projets. Quelques éléments restaient debout, dont l'une des deux tourelles de la façade et les portails fragilisés par la chute de la tour, selon le rapport de l'ingénieur expert, le lendemain de l’effondrement.

## Maîtres de chapelle

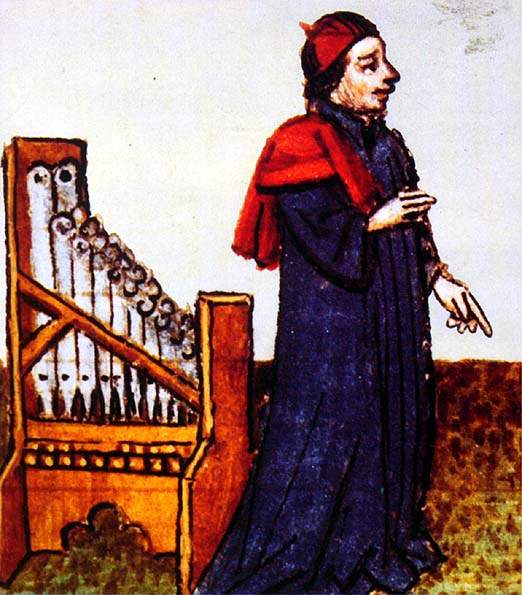
Guillaume Dufay.

Cambrai et sa cathédrale participèrent à l’éclosion musicale de la Renaissance dans les Pays-Bas bourguignons. Plusieurs compositeurs notables travaillèrent comme maîtres de chapelle à la cathédrale Notre-Dame, notamment le plus illustre, Guillaume Dufay, mais aussi Robert de Févin, Johannes Lupi et Jean de Bonmarché.

## Iconographie et repères actuels
L’iconographie
On ne connaît aujourd’hui ce monument que par quelques rares documents. L’extérieur de l’édifice est assez bien connu, mais l’architecture intérieure reste en grande partie méconnue. Les contemporains n’ont pas laissé de description ni d’image de la cathédrale, à l’exception du croquis du chœur établi vers 1230 par Villard de Honnecourt, mentionné précédemment.
Un dessin d’une grande précision du peintre militaire de Louis XIV, Van der Meulen, donne à voir le monument sous son angle sud. De la même époque datait le plan-relief de la ville levé en 1695 par les ingénieurs militaires royaux, détruit en 1945 à Berlin : il en reste quelques photographies, mais l’échelle de 1/600 de la maquette limite évidemment la finesse des détails.
Paradoxalement, l’intérêt pour la cathédrale s’est manifesté au moment où sa destruction était déjà avancée. Le plan dressé par Boileux date de cette époque. On ignore la date exacte à laquelle il fut dessiné, mais il est assez précis pour être digne de foi. Une gravure du même Boileux montrant le clocher de la cathédrale fut publiée en l’An XII à l’initiative du préfet du Nord. Elle est pourvue d’une échelle, ce qui permet d’estimer les dimensions en hauteur de l’édifice. Le même préfet chargea l’architecte Deswarlez, en 1805, d’établir des plans et des devis pour la conservation du clocher et sa transformation en monument à Fénelon. Toutefois l’architecte, peu enthousiasmé par le projet, n’y attacha pas tous ses soins : son dessin présente des inexactitudes de détail et montre un état de destruction plus avancé qu’il ne l’était. Une aquarelle peinte par un soldat anglais de l’armée d’occupation, en 1816, montre que des pans de mur étaient encore debout à cette époque et permet de préciser certaines hypothèses sur la structure de l’édifice.
Les repères actuels
Sur la place Fénelon, aucune ruine ne permet aujourd’hui de restituer le monument par l’imagination, à l’exception du portail de la sous-préfecture, ancienne entrée du palais épiscopal, mais une superposition de cadastres anciens et actuels permet de situer comme suit les fondations.
Le clocher-porche se trouvait à l’emplacement du collège Fénelon entre ses deux entrées. La Petite Rue Van Der Burch prend pied sur les adeux anciennes galeries d'entrées dont on peut apercevoir un mur près de l'ancienne Tour du Chapitre. On y retrouve un porche à arc en anse de panier ainsi qu'une petite fenêtres, toutes deux bouchées. On peut aussi y voir à hauteur du sol l'empreinte en briques de l'escalier d'entrée de la Galerie. L’entrée du transept sud se trouvait entre le bâtiment-annexe du lycée Fénelon et la résidence Fénelon. Le chœur donnait à l’est au fond de la place, actuellement recouvert par quelques jardins. La croisée du chœur et des transepts devait se situer aux environs de l’angle sud-est du square.
Des fouilles prochaines devraient montrer les fondations dans leur endroit exact[réf. nécessaire].

## Évènements historiques
Le 12 avril 1385, les splendides doubles noces de Cambrai s'y sont tenues voyant la double alliance de la maison de Bourgogne et de celle de la maison de Wittelsbach.

## Reconstitution

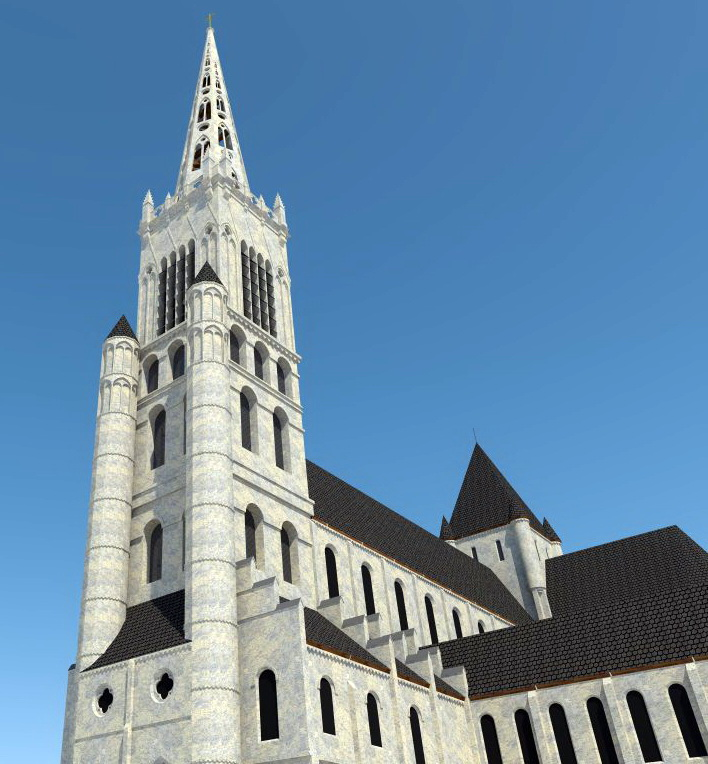
Reconstitution du clocher de l’ancienne cathédrale.
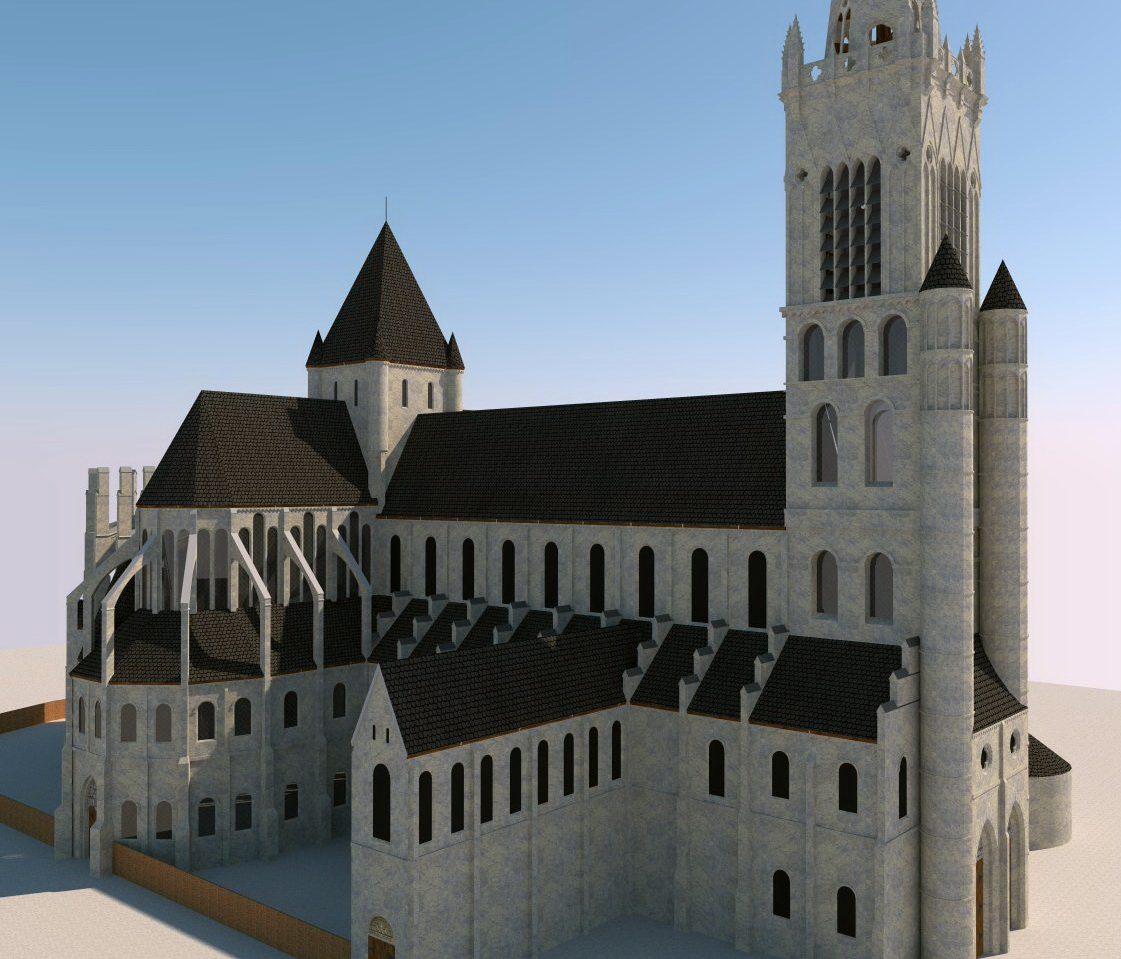
Reconstitution du clocher de l’ancienne cathédrale.
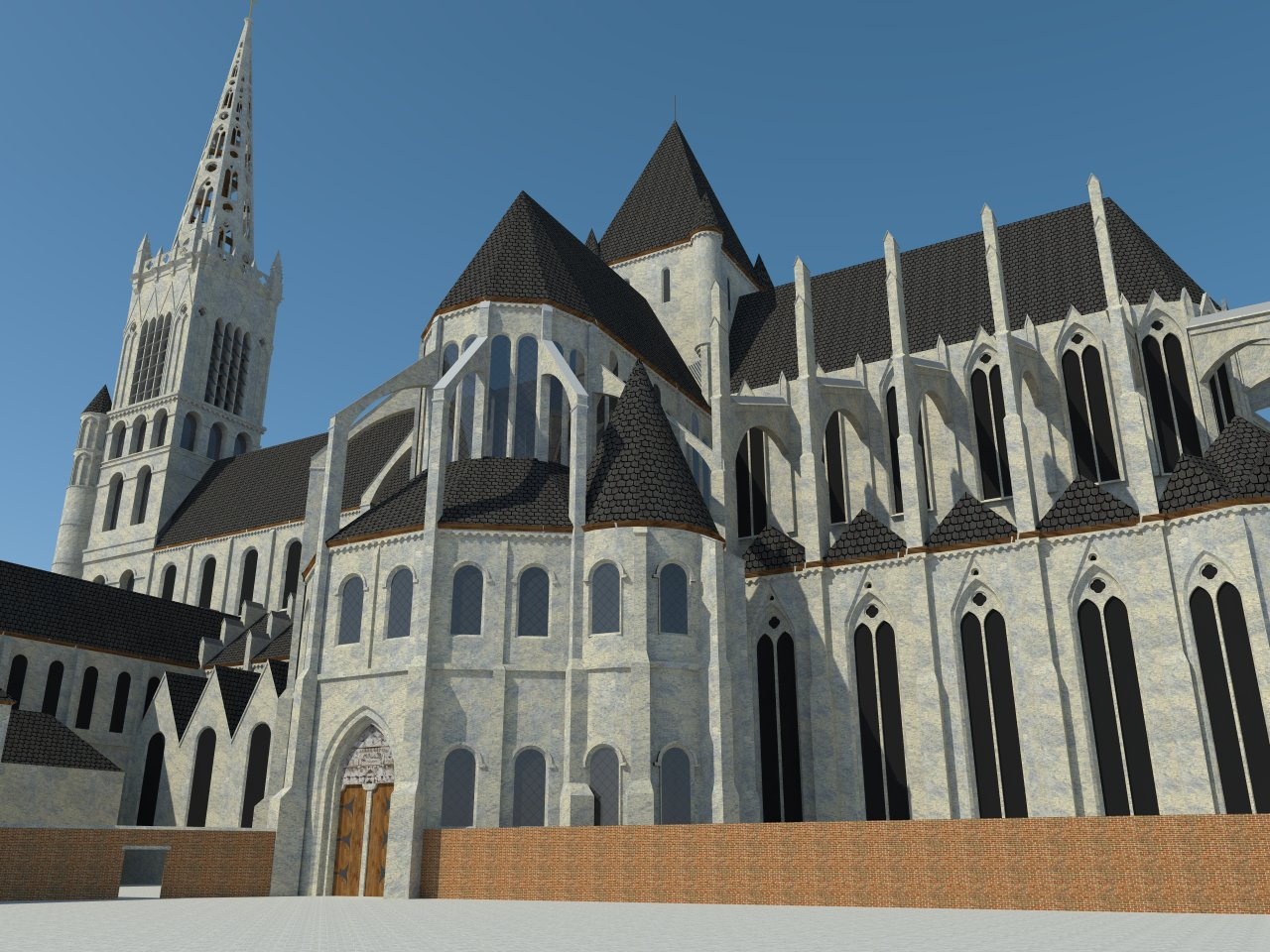
Cathédrale vue de la place Verte.
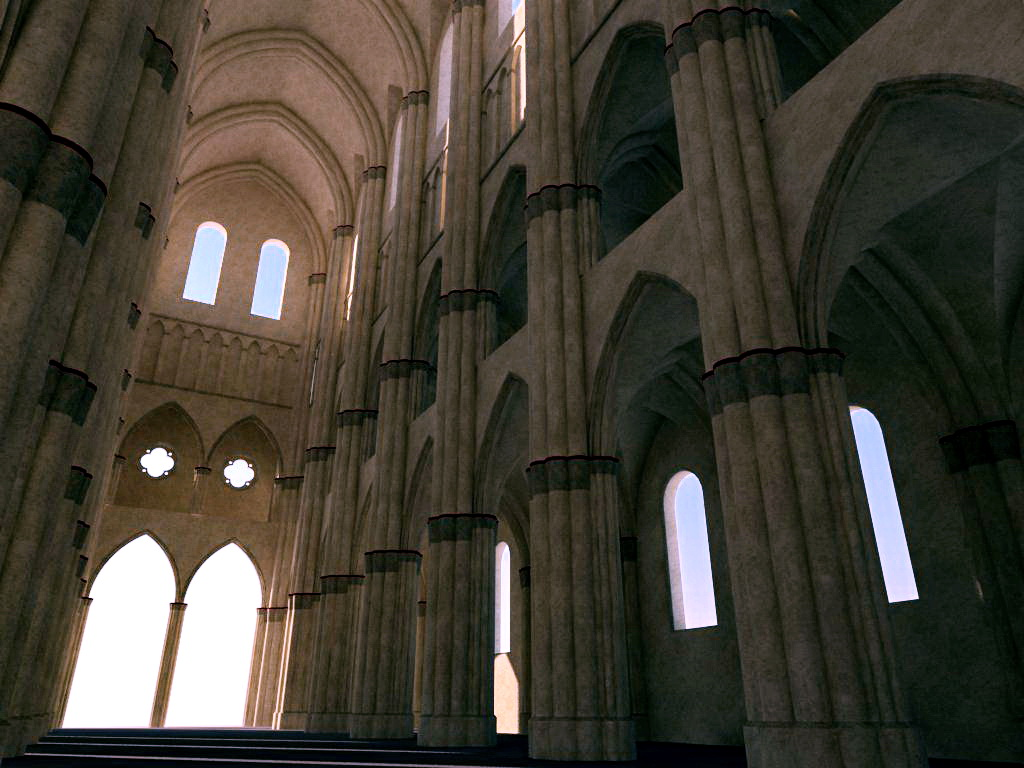
Intérieur de la nef de l’ancienne cathédrale de Cambrai reconstituée.

Ces modèles 3D réalisés par Matthieu Deltombe restituent fidèlement l'élévation du monument.
Une maquette de l’édifice disparu se trouve dans l’actuelle cathédrale. Une autre, faite par un élève, est présentée dans le hall du lycée Fénelon de Cambrai.